# Arroyo Elía
El Arroyo Elía es un arroyo entubado bajo en el sur de la ciudad de Buenos Aires, Argentina, entre las cuencas del Arroyo Ochoa y la cuenca de Boca-Barracas.